# Општина Абрам (Бихор)
Абрам (рум. Abram) општина је у Румунији у округу Бихор.
Oпштина се налази на надморској висини од 178 m.

## Становништво
Према подацима из 2002. године у насељу је живело 3.346 становника.

### Попис2002.
| Расподела становништва по националности 2002.‍ | Расподела становништва по националности 2002.‍ | Расподела становништва по националности 2002.‍ | Расподела становништва по националности 2002.‍ | Расподела становништва по националности 2002.‍ |
| --------------------------------------------- | --------------------------------------------- | --------------------------------------------- | --------------------------------------------- | --------------------------------------------- |
|                                               |                                               |                                               |                                               |                                               |
| Румуни                                        | Румуни                                        |                                               | 2.786                                         | 83,3%                                         |
| Мађари                                        | Мађари                                        |                                               | 277                                           | 8,3%                                          |
| Роми                                          | Роми                                          |                                               | 279                                           | 8,3%                                          |